# 대한민국 시국정화운동본부
대한민국 시국정화운동본부(時局湞化運動本部)는 대한민국의 정부 직속 특수 정보기관, 특별 행정기관이다. 1961년 3월 2일 대한민국의 총리 장면(張勉)이 특별 정보기관 설치 건의에 따라 설치한 기관이다. 1961년 5월 20일 중앙정보부의 설치로 폐지되었다.
1961년 봄부터 장면 총리는 십여 차례나 쿠데타 기도 정보를 보고 받거나 입수했다. 그래서 겨우 1961년 3월이 되어서야 시국 정화 운동 본부라는 직속 정보 기관이 설치 되었지만 별다른 역할은 못했다. 약칭은 시국정화단(時局湞化團)이다.

## 연혁
- 1961년 3월 2일 - 국무총리 직속 특수정보기관 시국정화단을 신설(초대 본부장 이귀영).
- 1961년 5월 20일 - 시국정화본부를 폐지하고 중앙정보부를 신설.

## 창설 배경
1960년 이후 민주당 당과 정부에서는 특별 정보기관의 설치의 필요성을 국무총리 장면에게 여러번 건의하였고, 장면은 이승만의 특무대장 김창룡의 존재를 지적하며 표현의 자유 보장을 이유로 거절하였다. 그러나 윤치영 등 이승만 측근 세력의 쿠데타 기도, 이범석 등 족청계열, 박정희 등 군부 계열의 쿠데타 기도 정보가 확산되면서 장면 총리는 특무정보기관의 설치를 결심, 1961년 3월 2일 시국정화운동본부를 발족한다.
시국정화운동본부는 외부에 철저하게 비밀로 붙여졌지만 그 존재는 서서히 알려지기 시작했다. 시국정화단의 존재가 본격적으로 알려진 것은 1990년대 이후 학자들의 연구에 의해서였다.

## 활동
1960년부터 각계 각층에서 쿠데타 정보가 들어왔고, 혁신 세력 혹은 학생운동계의 데모 기도도 여러 차례 입수되었다. 시국정화단은 이들의 내란 계획에 대한 정보 입수와 해체, 정세 보고, 미국과 일본을 비롯한 해외 동정과 북한, 일본, 중화인민공화국, 중화민국 등 인접 국가의 움직임에 대한 실시간 대응 및 보고 등의 활동을 하였다. 직원은 별도로 채용하였지만 철저하게 비밀에 붙여졌으며, 그밖에 국내외의 여러 활동, 직원, 직위, 직책, 급여 등에 대한 것은 대내외적으로 비밀에 부쳐졌다.
1961년 3월이 되어서야 시국 정화 운동 본부 라는 정부 직속 정보기관이 설치 되었지만 별다른 역할은 못했다. 1961년 봄부터 장 총리는 10여 차례나 쿠데타 정보를 보고받거나 입수했다. 그러나 단 한차례도 진지 하게 대응책을 마련한 적이 없다. 정권 차원의 비상 대책을 세우지 도 않았고 용의자 들에 대한 철저한 조사 도 없었다.

## 역대 본부·부본부장

### 본부장
| 공화국      | 대수 | 이름           | 임기                             | 출신지 | 출신학교 | 비고                                                       |
| ----------- | ---- | -------------- | -------------------------------- | ------ | -------- | ---------------------------------------------------------- |
| 제 2 공화국 | 초대 | 이귀영(李貴永) | 1961년 3월 2일 ~ 1963년 5월 18일 |        |          | 총경&서울시 시경국장&국무총리 비서관&총리실 정보특별보좌관 |

## 논란

### 학생 데모 매수 논란
시국정화운동본부에서 1961년 4월 19일로 계획된 학생들의 데모를 매수했다는 의혹이 있다. 박정희 등을 비롯한 군인들은 4월 19일 4·19 의거 1주년 기념식 때 일부 학생들이 정부에 대한 데모를 준비할 때, 이를 진압한다는 명분으로 쿠데타를 기도하였다.
4월 19일 학생들이 데모하지 않고 조용히 넘어가자 박정희 등은 당황한다. 군부 쿠데타 모임인 혁명 요원들은 4·19 1주년 되는 날로 거사일을 정했지만 소문에 의하면 시국 정화 운동 본부에서 학생들 을 돈으로 매수하여 데모를 못하도록 막았다는 이야기가 들렸다. 박정희의 계획대로라면 그날 학생들의 대대적인 시위가 발생해야 했고, 군중 폭동에 자연스럽게 군부가 침투해야 거사에 성공할 수 있었다. 4·19 1주년은 아무 일이 없었고, 쿠데타를 기도하려던 군부는 일시적인 공황상태에 빠졌다. 시국정화단에서 학생운동권들을 돈으로 매수했다는 의혹, 금액과 내역 등은 공개되지 않았다.

### 직원의 엽관 운동 논란
시국정화단 직원이 1961년 당시 박정희의 사주를 받은 김형욱에게 매수되어 논란이 되기도 했다. 김형욱에 의하면 시국정화운동본부의 실력자인 박모에게 뇌물을 주었다고 증언하였다. 박정희의 지시 로 나는 육군 정보학교 교장 이었던 한웅진을 육군방첩부대(CIC)
대장으로 임명하고 혁명 계획 수행 에 따르는 전 정보를 주관시키려고 시도했으나 실패하기도 했다 한다.
김형욱에 의하면 '없는 돈을 만들어 쑤셔넣어 주면서까지 한웅진의 엽관 운동을 벌였으나 그후 문제 의 박이 시국 정화 운동 본 브세 서 밀려나 혓탕 을 치고 만 것이다'라고 하였다. 당시 민주당 내각의 총리직속 정보기관 격이던 시국정화운동본부의 실력자 박이라는 사람을 만나, 없는 돈을 만들어 쑤셔 넣어 주면서까지 한웅진의 엽관운동을 벌였으나 그 후 문제의 박이 시국정화 운동본부에서 밀려나 허탕을 치고 만 것이었다. 뇌물을 받고 쿠데타 기도를 위한 김형욱의 엽관운동을 봐준 대가로 이 직원은 타 기관으로 전출되고 말았다.

## 기타
시국정화단의 수립은 쿠데타에 대한 장면의 대응 의지를 나타내는 것이었다. 그러나 뒤늦은 대응이라는 평가도 있다. 자유당 때 존속되어 오던 많은 정보기관 이 민주당 정부에 의해 정리 폐지되었고, 그나마 남은 기관 조차 제대로 기능 을 발휘 하지 못했으며, 수사 분야 경찰이 대부분 해직되어 기능이 약화 된데다가 정보를 입수해도 제대로 보고 하지도 않았다. 1961년 3월 총리 직속 정보 기관으로 시국 정화 운동 본부를 설치했지만 이미 때는 늦었으며, 정치적 개입주의자 들은 정부의 폭동 진압 계획에 편승하여 쿠데타를 기도할 정도로 치밀해져 가고 있었다.

## 같이 보기
- 대한민국 특무부대
- 미국 중앙정보부
- 미국 연방수사국
- 중앙정보연구위원회
- 대한민국 제2공화국